# جيروم مارتن (كاهن كاثوليكي)
جيروم مارتن (بالفرنسية: Jérôme Martin)‏ (و. 1941 – 2009 م) هو كاهن كاثوليكي فرنسي، توفي في ليموج، عن عمر يناهز 68 عاماً.

## مناصب
تولى منصب أسقف كاثوليكي (منذ 24 يناير 1988)
- مطران  [لغات أخرى]‏

.